# Ytv Nextry
株式会社ytv Nextry（ワイティーヴィー・ネクストライ、英: ytv Nextry Co.,ltd.）は、読売テレビ放送の関連子会社であり、テレビ番組の制作・技術・編集・音響効果・MAなどの業務を行う制作・技術プロダクションである。
2011年2月1日に、よみうりテレビ映像・映像企画・サウンドエフェクトが統合し、設立された。
2015年4月1日に読売テレビ放送と吉本興業の合弁会社であるワイズビジョンを吸収合併し、総務・情報バラエティー・東京制作チーム事業を移行する。

## 会社概要

### 所在地
- 本社 - 大阪市中央区城見1-3-50 読売テレビ本社ビル6階
- AV Lab 本社スタジオ - 大阪市中央区城見1-3-50 読売テレビ本社ビル6階
- AV Lab マルイトスタジオ - （ポスプロ・MA・音効） - 大阪市中央区城見2-2-22 マルイトOBPビル8階
- 東京支社 - 東京都港区東新橋2丁目2-8 スズキビル東新橋8階
- 東京AVセンター - 東京都渋谷区南平台町1-9 宝来ビル8階

### 関連会社
- 読売テレビ放送（株）
- （株）YTE（旧・（株）読売テレビエンタープライズ）
- （株）よみうりテレビサービス
- （株）エイデック
- （株）センテンス
- （株）デジタルウェーブ
- （株）ytvメディアデザイン

## 主な実績

### テレビ番組
（凡例）太字：現在放映中また継続中（特番の場合）の番組・これから放映される番組、★：東京オフィス担当、※特に記述がない場合は読売テレビで放送。

#### 制作／技術

##### ニュース・報道
レギュラー番組
- かんさい情報ネットten.（2011年2月 - ）
- ウェークアップ!ぷらす（2011年2月 - 2021年2月）
- ウェークアップ!（2021年3月 - ）

単発・特別番組

##### 情報ワイド
レギュラー番組
- ズームイン!!SUPER（2011年2月 - 3月）
- 朝生ワイド す・またん!（2011年2月 - ）
- おはよう朝日です（ABCテレビ 2011年2月 - ）
- 情報ライブ ミヤネ屋（2011年2月 - ）
- CunE!（2011年2月 - ）
- 声〜あなたと読売テレビ（2011年2月 - ）
- あさパラ!（2011年2月 - 2021年3月）
- サンデー・ドクター（2011年2月 - 2014年3月）
- スッキリ（日本テレビ 2015年3月 - 、スタッフ協力）★
- anna（2018年10月 - ）
- a-yan（2020年12月 - ）
- あさパラS（2021年4月 - ）

単発・特別番組
- 24時間テレビ 「愛は地球を救う」（2011年8月 - ）

##### スポーツ
レギュラー番組
単発・特別番組
- Jリーグ中継京都サンガF.C.ホームゲーム（スカパー!、実況はytvのアナウンサーが担当する。なお「映像企画」時代の2007年 - 2010年にはセレッソ大阪ホームゲームを担当していた。）
- 鳥人間コンテスト選手権大会（2011年7月 - 、夏季特番）
- プロ野球No.1決定戦!バトルスタジアム（2012年1月 - 、正月特番）

##### バラエティ
レギュラー番組
- 秘密のケンミンSHOW（2011年2月 - 2020年3月）★
- ytvアナウンサー向上委員会 ギューン↑（2011年2月 - ）
- そこまで言って委員会NP（2011年2月 - ）
- 大阪ほんわかテレビ（2011年2月 - ）
- くせになるややこしさ ブラックマヨネーズのハテナの缶詰（2012年1月 - 2015年3月）
- 特盛!よしもと 今田・八光のおしゃべりジャングル（2012年10月 - 2021年3月）
- ガリゲル（2015年4月 - 2019年9月、※2015年4月以降ワイズビジョンから移管）★
- ダウンタウンDX（2015年4月 - 、※2015年4月以降ワイズビジョンから移管）★
- 秘密のケンミンSHOW 極（2020年4月 - ）★
- 朝からみのもんた（2020年8月 - 2021年3月）★
- 今田耕司のネタバレMTG（2021年4月 - ）

単発・特別番組
- 平成紅梅亭（2011年 - ）
- もんくもん（2014年3月 - ）

##### 音楽
レギュラー番組
- 音楽ノチカラ → 音力-ONCHIKA-（2011年4月 - ）

単発・特別番組
- ベストヒット歌謡祭（2011年11月 - ）

##### 紀行
レギュラー番組
- ニッポン!おもてなし旅（2011年5月 - 2012年3月）
- クチコミ新発見!旅ぷら（2012年4月 - ）

単発・特別番組

##### 通販
レギュラー番組
- いいモノ買っチャオ（2011年2月 - ）
- ビートップスでお買物（2011年2月 - ）
- B-tops ゲッチュウ!（2013年4月 - ）

##### ミニ
- MONOモノ倶楽部（2011年2月 - ）
- ピーチ流!（2011年2月 - ）
- 旬ハイウェイ（2012年10月 - ）

#### 編集

##### ニュース・報道
レギュラー番組
- かんさい情報ネットten.（2011年2月 - ）
- ウェークアップ!ぷらす（2011年2月 - 2021年2月）
- ウェークアップ!（2021年3月 - ）

単発・特別番組

##### 情報ワイド
レギュラー番組
- 朝生ワイド す・またん!（2011年2月 - ）
- 情報ライブ ミヤネ屋（2011年2月 - ）
- あさパラ!（2011年2月 - 2021年3月）
- サンデー・ドクター（2011年2月 - 2014年3月）
- あさパラS（2021年4月 - ）

単発・特別番組
- 24時間テレビ 「愛は地球を救う」（2011年8月 - ）

##### スポーツ
レギュラー番組
単発・特別番組

##### バラエティ
レギュラー番組
- マチャミ&なるみのいただき!ナハ〜レ（2011年2月 - 10月）
- グッと!地球便（2011年2月 - ）
- マヨブラジオ（2011年2月 - 12月）
- 祇園笑者（2011年7月 - ）
- マチャミ&なるみのぶっちゃけナハーレ!（2011年10月 - 2012年9月）
- よしもと黄金列伝! → 八方・陣内・方正の黄金列伝（2012年8月 - ）
- 特盛!よしもと 今田・八光のおしゃべりジャングル（2012年10月 - 2021年3月）
- 今田耕司のネタバレ!MTG（2021年4月 - ）

単発・特別番組

##### 音楽
レギュラー番組
単発・特別番組
- ベストヒット歌謡祭（2011年11月 - ）

##### 紀行
レギュラー番組
- ニッポン!おもてなし旅（2011年5月 - 2012年3月）
- クチコミ新発見!旅ぷら（2012年4月 - ）

単発・特別番組

##### 通販
レギュラー番組
- いいモノ買っチャオ（2011年2月 - ）
- ビートップスでお買物（2011年2月 - ）
- B-tops ゲッチュウ!（2013年4月 - ）

##### ミニ
- MONOモノ倶楽部（2011年2月 - ）
- ピーチ流!（2011年2月 - ）
- 旬ハイウェイ（2012年10月 - ）

#### 音効・MA
（凡例）★印は東京支社担当番組。

##### ニュース・報道
レギュラー番組
- かんさい情報ネットten!（2011年2月 - ）
- ウェークアップ!ぷらす（2011年2月 - 2021年2月）
- ウェークアップ!（2021年3月 - ）

単発・特別番組

##### 情報ワイド
レギュラー番組
- ズームイン!!SUPER（2011年2月 - 3月）
- 朝生ワイド す・またん!（2011年2月 - ）
- 情報ライブ ミヤネ屋（2011年2月 - ）
- CunE!（2011年2月 - ）
- あさパラ!（2011年2月 - 2021年3月）
- サンデー・ドクター（2011年2月 - 2014年3月）
- あさパラS（2021年4月 - ）

単発・特別番組
- 24時間テレビ 「愛は地球を救う」（2011年8月 - ）

##### スポーツ
レギュラー番組
単発・特別番組
- 鳥人間コンテスト選手権大会（2011年7月 - 、夏季特番）
- プロ野球No.1決定戦!バトルスタジアム（2012年1月 - 、正月特番）

##### バラエティ
レギュラー番組
- ガリゲル（2011年2月 - 2019年9月）★
- フットンダ（中京テレビ、吉本興業、ビーダッシュ 2011年2月 - 2014年3月）★
- やりすぎコージー（テレビ東京、吉本興業、バックアップメディア 2011年2月 - 9月）★
- にけつッ!!（2011年2月 - ）★
- ytvアナウンサー向上委員会 ギューン↑（2011年2月 - ）
- ダウンタウンDX（2011年2月 - ）★
- 浜ちゃんが!（2011年2月 - ）★
- マチャミ&なるみのいただき!ナハ〜レ（2011年2月 - 10月）
- 土曜はダメよ!（2011年2月 - ）
- マヨブラジオ（2011年2月 - 12月）
- 333 トリオさん（テレビ朝日、吉本興業、ビーダッシュ 2011年2月 - 2015年9月）★
- グッと!地球便（2011年2月 - ）
- 上沼・高田のクギズケ!（2011年2月 - ）
- そこまで言って委員会NP（2011年2月 - ）
- 大阪ほんわかテレビ（2011年2月 - ）
- ミリオンの扉（2011年2月 - 12月）
- AKBと××!（2011年2月 - 2016年3月）
- キャラもん（2011年4月 - 12月）
- Oh!どや顔サミット（ABC、吉本興業、ビーダッシュ 2011年4月 - 2013年3月）★
- ジャパーン47ch  (毎日放送制作・TBS系列　2011年4月 - 9月）★
- ジャパーン47chスーパー!（毎日放送制作・TBS系列 2011年10月 - 12月）★
- ザ・狩人（2011年4月 - 2013年9月）★
- 祇園笑者（2011年7月 - ）
- ざっくりハイボール（テレビ東京、吉本興業、バックアップメディア 2011年10月 - 2012年9月）★
- KOZY'S NIGHT 負け犬勝ち犬（テレビ東京、吉本興業、バックアップメディア 2011年10月 - 2012年9月）★
- マチャミ&なるみのぶっちゃけナハーレ!（2011年10月 - 2012年9月）
- あしたモテ期にな〜れ! てるてるモテるちゃん（2012年1月 - 3月）
- くせになるややこしさ ブラックマヨネーズのハテナの缶詰（2012年1月 - 2015年3月）
- もってる!? モテるくん（2012年3月 - 2015年3月）
- よしもと黄金列伝!（2012年8月 - ）
- フカボリン（テレビ東京、吉本興業、電通、バックアップメディア 2012年10月 - 2013年3月）★
- 特盛!よしもと 今田・八光のおしゃべりジャングル（2012年10月 - ）
- ざっくりハイタッチ（テレビ東京、吉本興業、バックアップメディア 2012年10月 - 2013年12月）★
- ブラックミリオン（テレビ東京、吉本興業、電通、バックアップメディア 2013年4月 - 2014年3月）
- ロケハン。（テレビ東京、極東電視台　2013年10月 - 2014年3月）★
- ワケあり!レッドゾーン（2013年10月 - 2020年12月）★
- ポケモンゲット☆TV（テレビ東京、小学館集英社プロダクション、The Pokémon Company 2013年10月 - 2015年9月）★
- ビックラコイタ箱（中京テレビ、吉本興業、ビーダッシュ 2014年4月 - 2016年9月）★
- 特捜警察ジャンポリス（テレビ東京、電通、スクラッチ 2014年4月 - 2016年3月）★
- WADAIの王国（TBS、吉本興業 2014年7月 - 2015年3月）★
- ペットの王国 ワンだランド（ABC、ビーダッシュ 2014年10月 - 2017年3月）
- ザ・ラストヒロイン〜ワルキューレの審判〜（東海テレビ、ソニーミュージック、吉本興業、ビーダッシュ 2015年1月 - 6月）★
- マヨなか笑人（吉本興業、よしもとビジョン 2015年4月 - 2019年9月）
- こそこそチャップリン（テレビ東京、極東電視台 2015年10月 - 2016年3月）★
- チェンジ3（テレビ朝日、吉本興業、ビーダッシュ 2015年10月 - 2017年9月）★
- じわじわチャップリン（テレビ東京、極東電視台 2016年4月 - 2017年3月）★
- モシモノふたり〜タレントが“おためし同居生活”してみました〜（フジテレビ、テレビ朝日映像 2016年4月 - 2017年3月）★
- NEO決戦バラエティ キングちゃん（テレビ東京　全力COMPANY 2016年7月 - 2018年3月）★
- 採用!フリップNEWS（中京テレビ、吉本興業、ビーダッシュ 2016年10月 - 2018年9月）
- にちようチャップリン（テレビ東京、極東電視台 2017年4月 - ）★
- ※注 芸人調べ（テレビ朝日、吉本興業、オフィスクライン 2017年10月 - 2019年3月）
- ごるごる (毎日放送制作・関西ローカル 2017年10月 - ）
- ファクトリサーチTV（テレビ朝日 2018年4月 - 9月）
- 朝からみのもんた（2020年8月 - ）★
- 川島・山内のマンガ沼（2021年1月 - ）★

単発・特別番組
- 平成紅梅亭（2011年 - ）
- きょーこ先生の空想保健室（NHK、NHKエデュケーショナル、電通、ホリプロ 2011年7月）★
- タカアンドトシのおねだり牛肉宅配便（中京テレビ、吉本興業、ビーダッシュ 2012年2月 - ）★
- 芸人ベストパフォーマンス（毎日放送、吉本興業、ビーダッシュ 2013年3月 - ）★
- 芸能界!1万人のイメージVS身内の真実（2012年8月 - ）★
- 笑える新世代の逆襲 よくできたネタ!テン（TBS、吉本興業、ビーダッシュ 2013年4月）★
- 芸能人格付けチェック〜主婦芸能人に品格はあるのか!?スペシャル〜（ABC、吉本興業、ビーダッシュ 2013年10月）★
- もんくもん（2014年3月 - ）
- アーホ!（フジテレビ、ソケット 2014年7月）★
- 6人の村人!全員集合（TBS、極東電視台、ビーダッシュ 2014年8月）★
- 芸能人格付けチェック〜大物芸能人に品格はあるのか!?スペシャル〜（ABC、吉本興業、ビーダッシュ 2014年11月）★
- 芸能人格付けチェック〜大物芸能人に常識はあるのか!?スペシャル〜（ABC、吉本興業、ビーダッシュ 2015年3月）★
- 芸能人格付けチェック〜一流芸能人に常識はあるのか!?スペシャル〜（ABC、吉本興業、ビーダッシュ 2015年10月）★
- 初笑い!朝まで爆笑寄席（テレビ東京、吉本興業、バックアップメディア 2016年1月 - 、正月特番）★
- 芸能人格付けチェック〜一流芸能人に常識はあるのか!? 前代未聞の4時間スペシャル〜（ABC、吉本興業、ビーダッシュ 2016年4月）★
- 芸能人格付けチェック〜一流芸能人に常識はあるのか!?スペシャル〜（ABC、吉本興業、ビーダッシュ 2016年10月）★
- 芸能人格付けチェック〜一流芸能人に「和」の常識はあるのか!?スペシャル〜（ABC、吉本興業、ビーダッシュ 2017年4月）★
- 平成生まれ3000万人! そんなコト考えたことなかったクイズ!（ABC、吉本興業、ビーダッシュ 2017年9月 - ）★
- 芸能人格付けチェック〜一流芸能人に「和」の常識はあるのか!?スペシャル〜（ABC、吉本興業、ビーダッシュ 2017年10月）★
- 芸能人格付けチェック BASIC 春の3時間スペシャル（ABC、吉本興業、ビーダッシュ 2018年3月）★
- 無理矢理、マツコ。「マツコがマネーをあげたいクイズ」（テレビ東京、Q-inc 2018年5月）★

##### 音楽
レギュラー番組
- Music&Entertainment ガチカメ（2011年2月 - 3月）
- 音楽ノチカラ → 音力-ONCHIKA-（2011年2月 - ）
- 音の素（2011年2月 - 4月）
- NMB48山本彩のM-姉 〜ミュージックお姉さん〜（スペースシャワーTVプラス、吉本興業、クロスブリード 2013年11月 - 2015年）

単発・特別番組
- ベストヒット歌謡祭（2011年11月 - ）

##### 紀行
レギュラー番組
- ニッポン!おもてなし旅（2011年5月 - 2012年3月）
- クチコミ新発見!旅ぷら（2012年4月 - ）
- ミギカタアガリ旅行社（テレビ東京、吉本興業、バックアップメディア 2018年4月 - ）

単発・特別番組

##### 通販
レギュラー番組
- いいモノ買っチャオ（2011年2月 - ）
- ビートップスでお買物（2011年2月 - ）
- B-tops ゲッチュウ!（2013年4月 - ）

##### ミニ
- MONOモノ倶楽部（2011年2月 - ）
- 旬ハイウェイ（2012年10月 - ）

## 補足
読売テレビ・日本テレビなどNNS系列局以外の民放各局で音効を担当する際には、スタッフロールにNextry名義で表記される。特定の放送局系列の関連会社が他局関係で仕事をする場合、このように直接的な表記を避け、多少ぼかした表記を取ることが少なくない。